# Borella (famiglia vicentina)

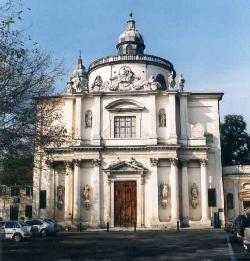
Chiesa di Santa Maria in Araceli a Vicenza, costruita da Carlo Borella su progetto di Guarino Guarini.

I Borella furono una famiglia di costruttori vicentini, che operarono prevalentemente nella città di Vicenza nel corso del XVII secolo e nei primi anni del XVIII, edificando o restaurando chiese, conventi, palazzi e ville. Di poco successivi ad Andrea Palladio e a Vincenzo Scamozzi, la loro attività fu molto richiesta in città, per realizzare progetti di architetti locali ma anche forestieri, questi ultimi in particolare quando Vicenza si aprì timidamente al barocco.

## Famiglia
Inizialmente i Borella, muratori della Valsolda, venivano a Vicenza per lavori stagionali e ritornavano nella loro terra durante i mesi invernali. Verso la metà del Cinquecento però si erano stabilizzati in città, dove avevano portato la famiglia e aperto una bottega in contrà Riale. Un atto notarile cita un certo Johannes che ebbe quattro figli, tra cui Giacomo; questi sposò una certa Domenica e dalla loro unione nacque intorno al 1590 Domenico, che nel 1618 era già un magister murarius molto stimato in città.
A sua volta Domenico sposò Caterina Pagani, anch'essa di una famiglia di lapicidi valsoldani stabilitisi a Vicenza, a quel tempo impegnati nella costruzione della cappella maggiore nella chiesa di san Michele degli Eremitani; al padre di Caterina Andrea Palladio aveva affidato nel 1577 l'esecuzione di un altare nella chiesa della Madonna di Monte Berico. Con questo matrimonio si strinsero forti legami di collaborazione tra le due famiglie di muratori già affermati, che avrebbe assicurato una loro forte presenza in città nel corso del Seicento.
Nel 1636 Domenico Borella aveva ottenuto la qualifica di perito nella sua arte di muratore; l'anno seguente il Comune gli affidò il restauro e la parziale ricostruzione del ponte Pusterla. Morì verso la metà del secolo, a circa sessant'anni, lasciando cinque figli: Giacomo, Giovanni, Domenico, Carlo e Giulia.
Giacomo - che forse fu affidato dalla madre ai parenti della famiglia Pagani, presso i quali era coltivata l'arte della scultura - lavorò insieme con il fratello Carlo alla costruzione di palazzi; negli anni 1646-1650 fu coinvolto insieme con altri due scultori nella ricostruzione del ponte delle Convertite (oggi Ponte Novo) che per due volte crollò, appena costruito, per effetto delle piene del Bacchiglione.
Anche Giovanni e Domenico continuarono l'attività del padre; Domenico anzi visse a lungo insieme al fratello Carlo nella loro casa di San Biagio.
Carlo fu sicuramente il membro più illustre della famiglia, conosciuto in particolare per la costruzione del Santuario della Madonna di Monte Berico e della chiesa di Santa Maria in Araceli, di cui per lungo tempo fu considerato anche il progettista; la ricerca storico artistica ha invece individuato gli autori rispettivamente in Andrea Palladio e in Guarino Guarini. Ricevette diversi incarichi sia da privati sia da parte del Comune, ma sempre come perito e impresario, mai come progettista. Non sembra si sia mai sposato; morì a settant'anni, il 5 gennaio 1710, e fu sepolto nella chiesa di san Biagio.

## Opere
Durante il Seicento non è semplice individuare il nome del progettista di un'opera e del suo esecutore, così come distinguere tra il singolo costruttore e la sua bottega di riferimento; spesso poi il costruttore apportava delle modifiche al progetto o incideva il proprio nome sull'opera, a conclusione della stessa.
È la storia dei Borella, cui furono attribuite opere importanti, come la costruzione del santuario di Monte Berico o della chiesa di Araceli nelle loro forme seicentesche, oppure il restauro del palazzo delle Opere sociali o il prospetto meridionale del palazzo da Porto Negri de Salvi, attribuzioni smentite da successivi ritrovamenti e valutazioni, sulla base della cronologia o delle caratteristiche dell'opera.

### Edifici religiosi

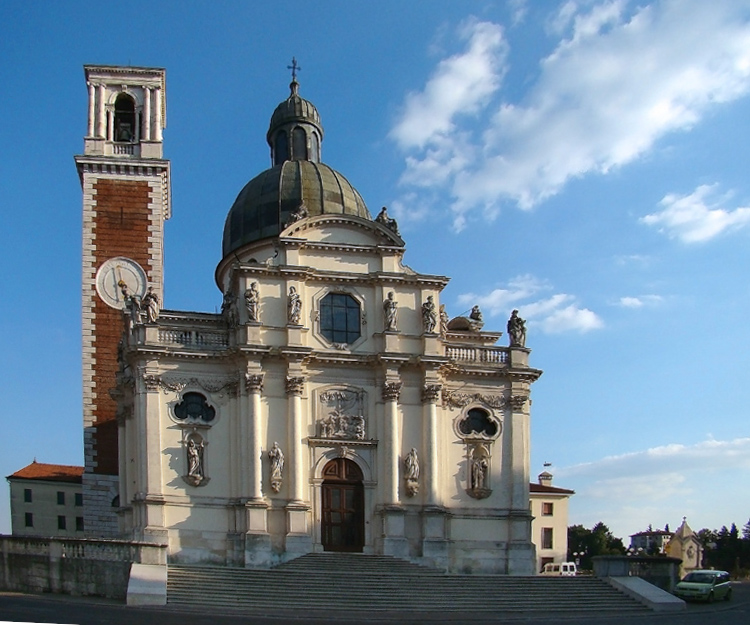
Santuario della Madonna di Monte Berico, costruito da Carlo Borella su progetto di Andrea Palladio.

Per la costruzione nel 1641 del convento di San Giacomo, tra i molti progetti fu scelto quello di Domenico Borella; i lavori si conclusero nel 1727: parteciparono a questa lunga impresa i figli di Domenico, Carlo e Giacomo, nonché un familiare, Andrea Carlo Antonio Borella. Su incarico dei Teatini, Domenico aveva lavorato alla costruzione del loro convento a Santo Stefano, a partire dal 1643.
Probabilmente tra il 1660 e il 1674 i Borella ricevettero l'incarico di conferire il trionfalistico assetto barocco - le strutture seicentesche aggiunte oggi sono state demolite - alla Basilica dei Santi Felice e Fortunato.
Intorno agli anni ottanta Domenico disegnò il coro e la sacrestia della chiesa dei Santi Faustino e Giovita. Nel 1695-97 Carlo lavorò alla ricostruzione della chiesa di Santa Barbara, semidistrutta dal terremoto del 1695.
A partire dal 1695 il cantiere dei Borella - Carlo insieme con Gaetano Farina, con un incarico limitato da precise disposizioni alla sola competenza esecutiva - lavorò alla realizzazione della chiesa di Santo Stefano, su un anonimo disegno venuto da Roma.
Altri lavori minori furono il finestrone della chiesa di Santa Maria in Foro, che sostituì l'originario rosone, e l'ariosa loggia disegnata nel 1703 da Carlo Borella nel chiostro del convento di San Tommaso.
I due maggiori lavori di Carlo Borella, come impresario, furono due grandi chiese particolarmente significative per la città. Con l'assistenza del capomastro Girolamo Ceroni realizzò - a detta del Barbieri semplificandolo e riportandolo in parte alla tradizione locale - un progetto di Guarino Guarini del 1672 per la chiesa di Santa Maria in Araceli. Si occupò poi - su commissione del Comune e realizzando un progetto di Andrea Palladio del 1562 - del rifacimento del Santuario della Madonna di Monte Berico; durante i lavori, avvenuti tra il 1688 e il 1703, il Borella si discostò in parte dal progetto originario, ad esempio nell'intradosso a spicchi della cupola, ripreso da quello della chiesa di Araceli.

### Palazzi

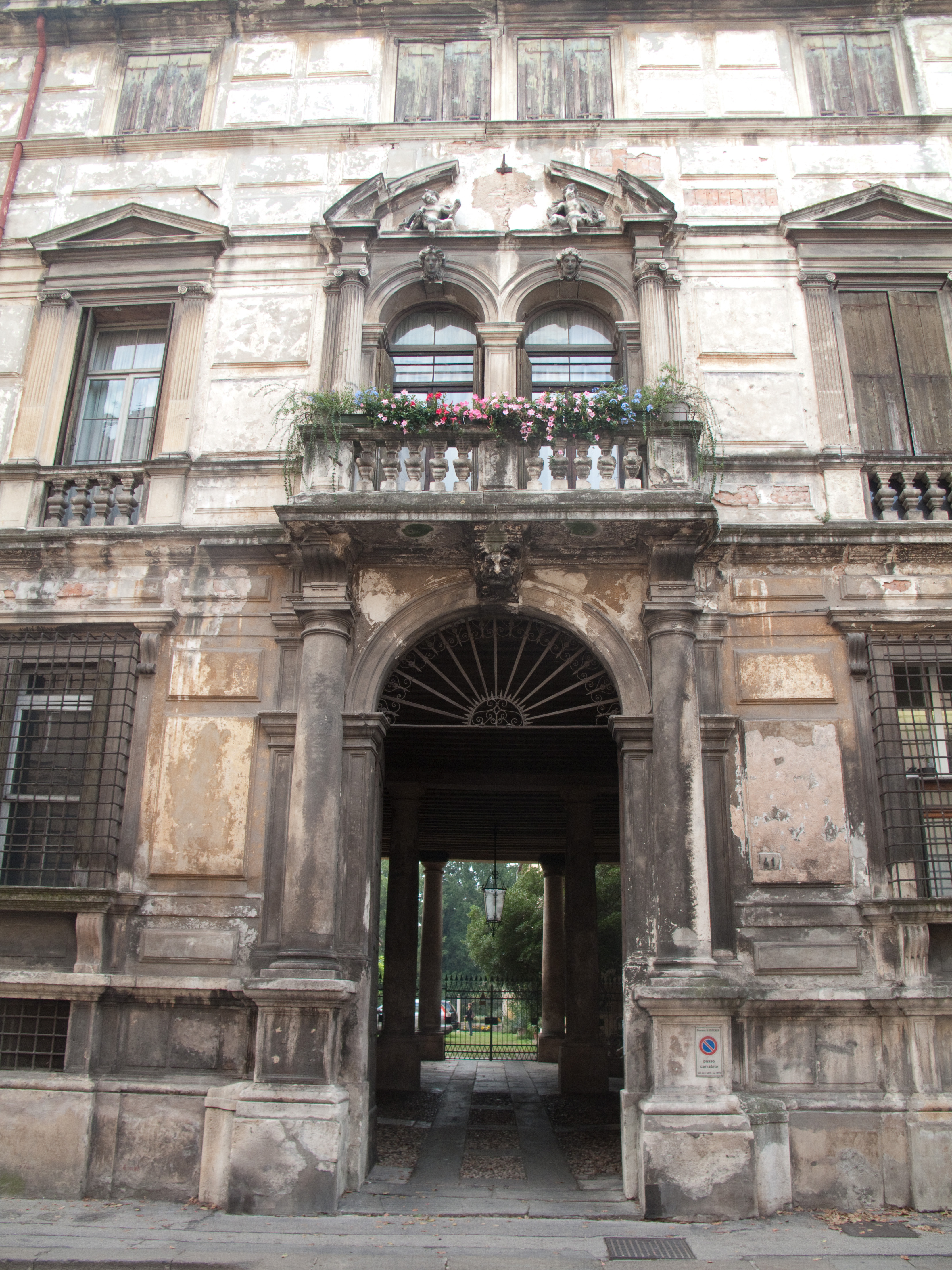
Palazzo Barbieri Vajenti Piovene Cicogna, costruito da Giacomo Borella.

Carlo Borella fu l'esecutore, tra il 1686 e il 1687, del prospetto barocco verso Santa Corona del palazzo Leoni Montanari, dopo essere stato forse anche, qualche anno prima, il costruttore del primo nucleo del palazzo nella parte che aggetta su contrà Apolloni. Egli potrebbe essere il responsabile dell'architettura del palazzo Sale Serbelloni, in contrà Oratorio dei Proti. Di Carlo sembra fosse anche il rifacimento del cinquecentesco palazzo Caldogno, uno dei più sfarzosi della città, distrutto dai bombardamenti durante la seconda guerra mondiale.
Negli anni ottanta del secolo Giacomo Borella, con la revisione del veneziano Alessandro Tremignon, costruì il palazzo Barbieri Vajenti Piovene Cicogna, nel cui prospetto in contrà San Marco si innestano su una pacifica orditura classicistica alcuni motivi di gusto barocco. A Giacomo vengono anche attribuiti - sulla base delle caratteristiche architettoniche affini a quelle del palazzo Barbieri Piovene, di sicura attribuzione - i palazzi Velo in contrà Carpagnon e Terzi sul Corso.
Qualche anno dopo Benedetto Valmarana si affidò all'abilità di Carlo e di Giacomo per ricostruire le sue vecchie case e realizzare il palazzo Valmarana, a fianco di quello palladiano in corso Fogazzaro. Tra il 1661 e il 1667 i fratelli collaborarono con Antonio Pizzocaro al completamento del palazzo Trissino Baston. Più o meno nello stesso periodo, fedeli alle indicazioni palladiane, essi realizzarono il prospetto minore settentrionale del palazzo Chiericati.
Tra il 1692 e il 1699 Carlo costruì la loggia annessa al corpo principale della villa Loschi Zileri dal Verme del Biron. Probabilmente egli era conosciuto dalla famiglia, avendo lavorato alla ristrutturazione delle loro case sul Corso, dove un secolo più tardi sarebbe stato costruito il palazzo su progetto di Ottone Calderari.

### Ville
A Carlo Borella il critico Renato Cevese ha attribuito la costruzione della Villa Imperiali, nella zona di Anconetta a Vicenza. Giulio Fasolo attribuisce a Borella il corpo padronale e la barchessa di Villa Capra Barbaran a Camisano Vicentino